# フランス書院文庫官能大賞
フランス書院文庫官能大賞（フランスしょいんぶんこ かんのうたいしょう）は、株式会社フランス書院が2002年より主催する官能小説を専門とした文学賞および文芸コンテスト。フランス書院官能大賞とも。
現在では年に2回開催されている。前身はフランス書院新人賞。

## 概要
現在フランス書院は直接の原稿持ち込みを受け付けておらず、基本的に当コンテストが唯一の応募原稿窓口である。応募要項の詳細はホームページ「原稿募集のお知らせ」に記載。

### 賞および賞金
- 賞金は大賞が100万円、特別賞および新人賞が30万円である。さらに第27回よりノンフィクション賞が再開され、こちらも賞金は30万円。第30回からは電子書籍を前提としたeブックス賞／eノワール賞が設けられた。後者は女性をターゲットとしている。

- 全ての賞で毎回該当者がいるとは限らず、特に大賞は現在のところ第1回の白石澪、第6回の宇治薫、第23回の妻木優雨の3名のみ。
- 過去には編集長特別賞、第25回ではフランス書院文庫創刊35周年特別賞、他にも電子書籍のみの配信を前提としたeブックス特別賞とボーンデジタル賞など、基本三賞以外でも作品評価のために賞が新設されることがある。他にも第23回、第26回では優れた陵辱系作品に対して結城彩雨特別賞が設けられている。
- 第15回からノンフィクション部門が設けられていたが、受賞作品の出ないまま第22回を最後に廃止された（最終選考通過作品は存在する）。しかし第27回からは「URL投稿限定」で再び賞金つきのノンフィクション賞が設けられた。
- 以前は公式ホームページで最終結果発表が行われておらず書影公開をもって発表としていたが、年2回開催にシフトした第12回以降は結果が明示されるようになった。

### 選考に関して
- 締切は、年2回開催となった現在では例年5月末日および11月末日。フランス書院文庫ホームページにて一次選考、二次選考、最終選考、各賞結果の発表が順次行われている。最終的な各賞結果発表は、締切からおよそ4-5ヶ月後。最終選考通過者には事前に連絡をしていることが公表されており[1]、最終選考を通過した作品には結果発表と同時に編集部による講評が掲載される。発表では受賞作品名（原題）と著者の応募名イニシャルが公開されるが、刊行にあたって改題と正式なペンネームが決定される。
- フランス書院文庫は、受賞しなくても才能や個性を感じた場合には担当編集者がつきデビューとなる可能性はあるとしており[2]、実際にワイルドカード枠としてデビューする作家も複数いる。過去には一次、二次選考の落選者からも活躍中のレギュラー執筆陣が出ていると発表されている[3]。

- 新人賞としての側面を持つが、アマチュアに限らずフランス書院以外で活躍しているプロ作家にも応募資格がある。また応募可能な作品は未発表のものに限られるが、現在は商業作品でなければWeb上に発表された作品も応募可能である[4]。

- 原稿枚数が「自由。」とされているのが特徴。フランス書院は応募要項の「よくある質問」において目安を「四百字詰めで100ページ前後を目標に書いてみてください」と記載している。刊行にあたっては十分な分量に改稿する必要があるが、第23回ではA4用紙で25枚程度の作品が特別賞を受賞しており、編集部は「少ない原稿の分量であっても、濡れ場がすばらしければ受賞する可能性がある」としている[5]。それ以前にも、枚数によらず同等の審査を行うと明言している[6]。
- 応募総数は非公表だが、第6回では1189通[7]、第8回では1094通[8]など、過去には公表されている年もある。
- 少なくとも第11回までは下読みのアルバイトは使わずに編集部が全作品に直接目を通しているとホームページにて公表されているほか[9]、作品を最初から最後まで読んで判断を下すのが編集部のルールであるとも紹介されている[10]。
- 傾向に関しては、ホームページに掲載される講評にてたびたび言及されているように、書籍化を前提としているため古典的な筋立ての官能小説が受賞することが多い。受賞を逃した作品について、例えば第28回では具体的に「フランス書院文庫の読者は中高年男性がメインのため、妹や幼なじみといった少女ヒロインのみでは書籍化に不安があった」、「ラノベ的な雰囲気が前に出すぎていた」といった見解が公表されている[11]。しかしながら、こういった既刊作品のカラーとは異なるライト文芸寄りの作品（編集部は「カテゴリーエラー」と表現している）についても、近年は電子書籍媒体のフランス書院eブックスとして刊行される場合がある。第30回からはeブックス賞が常設された。

## 受賞者一覧
いずれもフランス書院公式発表による。太字は大賞受賞者、「-」は該当作品なし、空欄は未刊行を示す。
| 回数 （締切/発表）                          | 賞                   | 受賞者            | 受賞作の刊行タイトル                                                                              | 刊行              |
| ------------------------------------------- | -------------------- | ----------------- | ------------------------------------------------------------------------------------------------- | ----------------- |
| 第1回                                       | 大賞                 | 白石澪            | 人妻・同窓会の夜に                                                                                | 2003年3月         |
| 第1回                                       | 新人賞               | -                 | -                                                                                                 | -                 |
| 第1回                                       | 特別賞               | 星野聖            | この夜が終わるまで 彼女は友人の妻                                                                 | 2003年6月         |
| 第2回                                       | 大賞                 | -                 | -                                                                                                 | -                 |
| 第2回                                       | 新人賞               | -                 | -                                                                                                 | -                 |
| 第2回                                       | 特別賞               | -                 | -                                                                                                 | -                 |
| 第2回                                       | 編集長特別賞         | 冬野螢            | のぞく 奪われた人妻                                                                               | 2004年2月         |
| 第3回                                       | 大賞                 | -                 | -                                                                                                 | -                 |
| 第3回                                       | 新人賞               | 槇祐介            | 淫狼と美少女                                                                                      | 2005年11月        |
| 第3回                                       | 特別賞               | 芳川葵            | ママ 美母へのお願い                                                                               | 2005年9月         |
| 第3回                                       | 編集長特別賞         | 宮園貴志          | 少年日記 お姉さんの生下着                                                                         | 2006年5月         |
| 第4回                                       | 大賞                 | -                 | -                                                                                                 | -                 |
| 第4回                                       | 新人賞               | -                 | -                                                                                                 | -                 |
| 第4回                                       | 特別賞               | -                 | -                                                                                                 | -                 |
| 第4回                                       | 編集長特別賞         | 村瀬達也          | 人妻と医者 美人MR・涼子                                                                           | 2006年9月         |
| 第5回                                       | 大賞                 | -                 | -                                                                                                 | -                 |
| 第5回                                       | 新人賞               | -                 | -                                                                                                 | -                 |
| 第5回                                       | 特別賞               | -                 | -                                                                                                 | -                 |
| 第5回                                       | 編集長特別賞         | 嵐山鐵            | 婦人科診察室 人妻と女医と狼                                                                       | 2007年9月         |
| 第6回 （2007年11月末日）                    | 大賞                 | 宇治薫            | はんなりと… 年上の京おんな                                                                        | 2009年2月         |
| 第6回 （2007年11月末日）                    | 新人賞               | -                 | -                                                                                                 | -                 |
| 第6回 （2007年11月末日）                    | 特別賞               | -                 | -                                                                                                 | -                 |
| 第6回 （2007年11月末日）                    | 編集長特別賞         | 榊原澪央          | 相姦四重奏                                                                                        | 2009年12月        |
| 第7回 （2008年11月末日）                    | 大賞                 | -                 | -                                                                                                 | -                 |
| 第7回 （2008年11月末日）                    | 新人賞               | -                 | -                                                                                                 | -                 |
| 第7回 （2008年11月末日）                    | 特別賞               | -                 | -                                                                                                 | -                 |
| 第8回 （2009年11月末日）                    | 大賞                 | -                 | -                                                                                                 | -                 |
| 第8回 （2009年11月末日）                    | 新人賞               | 樹快人            | 僕と妹の痴姦日記                                                                                  | 2010年9月         |
| 第8回 （2009年11月末日）                    | 特別賞               | 宮坂景斗          | 青獣の美餌 友達の母を 担任女教師を                                                                | 2010年7月         |
| 第9回 （2010年11月末日）                    | 大賞                 | -                 | -                                                                                                 | -                 |
| 第9回 （2010年11月末日）                    | 新人賞               | -                 | -                                                                                                 | -                 |
| 第9回 （2010年11月末日）                    | 特別賞               | -                 | -                                                                                                 | -                 |
| 第9回 （2010年11月末日）                    | 編集長特別賞         | 八剣舞            | 贄の華 凌辱華道教室                                                                               | 2011年12月        |
| 第10回 （2011年11月末日）                   | 大賞                 | -                 | -                                                                                                 | -                 |
| 第10回 （2011年11月末日）                   | 新人賞               | -                 | -                                                                                                 | -                 |
| 第10回 （2011年11月末日）                   | 特別賞               | -                 | -                                                                                                 | -                 |
| 第11回 （2012年11月末日）                   | 大賞                 | -                 | -                                                                                                 | -                 |
| 第11回 （2012年11月末日）                   | 新人賞               | -                 | -                                                                                                 | -                 |
| 第11回 （2012年11月末日）                   | 特別賞               | -                 | -                                                                                                 | -                 |
| 第12回 （2013年11月末日） （2014年4月25日） | 大賞                 | -                 | -                                                                                                 | -                 |
| 第12回 （2013年11月末日） （2014年4月25日） | 新人賞               | 七海優            | 僕の下宿生活 美母娘VS.女教師                                                                      | 2014年8月         |
| 第12回 （2013年11月末日） （2014年4月25日） | 特別賞               | -                 | -                                                                                                 | -                 |
| 第13回 （2014年5月末日） （2014年10月1日）  | 大賞                 | -                 | -                                                                                                 | -                 |
| 第13回 （2014年5月末日） （2014年10月1日）  | 新人賞               | -                 | -                                                                                                 | -                 |
| 第13回 （2014年5月末日） （2014年10月1日）  | 特別賞               | 香住一之真        | 美熟女瞳殺 「いっそ、奥まで」                                                                     | 2015年1月         |
| 第14回 （2014年11月末日） （2015年4月11日） | 大賞                 | -                 | -                                                                                                 | -                 |
| 第14回 （2014年11月末日） （2015年4月11日） | 新人賞               | 花邑薫            | 熟女の沼 未亡人義母と兄嫁と独身伯母                                                               | 2015年7月         |
| 第14回 （2014年11月末日） （2015年4月11日） | 特別賞               | -                 | -                                                                                                 | -                 |
| 第15回 （2015年5月末日） （2015年9月30日）  | 大賞                 | -                 | -                                                                                                 |                   |
| 第15回 （2015年5月末日） （2015年9月30日）  | 新人賞               | 冬木弦堂          | 四姉妹【奴隷相続】                                                                                | 2015年12月        |
| 第15回 （2015年5月末日） （2015年9月30日）  | 特別賞               | 永峰彰太郎        | したがり若未亡人 未亡人義母と未亡人兄嫁と未亡人女教師                                             | 2016年6月         |
| 第15回 （2015年5月末日） （2015年9月30日）  | ノンフィクション部門 | -                 | -                                                                                                 | -                 |
| 第16回 （2015年11月末日） （2016年3月31日） | 大賞                 | -                 | -                                                                                                 | -                 |
| 第16回 （2015年11月末日） （2016年3月31日） | 新人賞               | 川俣龍司          | 禁鎖に繋がれたママと女教師とメイド                                                                | 2016年8月         |
| 第16回 （2015年11月末日） （2016年3月31日） | 特別賞               | -                 | -                                                                                                 | -                 |
| 第16回 （2015年11月末日） （2016年3月31日） | ノンフィクション部門 | -                 | -                                                                                                 | -                 |
| 第17回 （2016年5月末日） （2016年10月14日） | 大賞                 | -                 | -                                                                                                 | -                 |
| 第17回 （2016年5月末日） （2016年10月14日） | 新人賞               | 美原春人          | お世話します【未亡人母娘と僕】                                                                    | 2017年2月         |
| 第17回 （2016年5月末日） （2016年10月14日） | 特別賞               | -                 | -                                                                                                 | -                 |
| 第17回 （2016年5月末日） （2016年10月14日） | ノンフィクション部門 | -                 | -                                                                                                 | -                 |
| 第18回 （2016年11月末日） （2017年5月12日） | 大賞                 | -                 | -                                                                                                 | -                 |
| 第18回 （2016年11月末日） （2017年5月12日） | 新人賞               | 柊悠哉            | 彼女の母・彼女の姉・過保護なママ                                                                  | 2017年7月         |
| 第18回 （2016年11月末日） （2017年5月12日） | 特別賞               | なぎさ薫          | したがり先生 人妻家庭教師と女教師ママ                                                             | 2017年10月        |
| 第18回 （2016年11月末日） （2017年5月12日） | ノンフィクション部門 | -                 | -                                                                                                 | -                 |
| 第18回 （2016年11月末日） （2017年5月12日） | eブックス特別賞      | 瀑龍              | 六人のお嬢様と無人島【淫檻】                                                                      | 2018年9月         |
| 第18回 （2016年11月末日） （2017年5月12日） | eブックス特別賞      | 河北レイナ        | 美人課長 お仕置きゲーム                                                                           | 2018年9月         |
| 第19回 （2017年5月末日） （2017年10月27日） | 大賞                 | -                 | -                                                                                                 | -                 |
| 第19回 （2017年5月末日） （2017年10月27日） | 新人賞               | -                 | -                                                                                                 | -                 |
| 第19回 （2017年5月末日） （2017年10月27日） | 特別賞               | 日向弓弦          | シングル母娘と僕 ―ふたりであいして―                                                               | 2018年3月         |
| 第19回 （2017年5月末日） （2017年10月27日） | ノンフィクション部門 | -                 | -                                                                                                 | -                 |
| 第20回 （2017年11月末日） （2018年4月9日）  | 大賞                 | -                 | -                                                                                                 | -                 |
| 第20回 （2017年11月末日） （2018年4月9日）  | 新人賞               | 九十九魁          | 悪魔の杜【未亡人と人妻】                                                                          | 2018年5月         |
| 第20回 （2017年11月末日） （2018年4月9日）  | 特別賞               | 桜庭春一郎        | 淫らでごめんね 僕のかわいい奴隷たち                                                               | 2018年9月         |
| 第20回 （2017年11月末日） （2018年4月9日）  | ノンフィクション部門 | -                 | -                                                                                                 | -                 |
| 第21回 （2018年5月末日） （2018年10月15日） | 大賞                 | -                 | -                                                                                                 | -                 |
| 第21回 （2018年5月末日） （2018年10月15日） | 新人賞               | -                 | -                                                                                                 | -                 |
| 第21回 （2018年5月末日） （2018年10月15日） | 特別賞               | 汐見冬吾          | 部室狩り 女教師と女子マネは肉玩具                                                                 | 2019年7月         |
| 第21回 （2018年5月末日） （2018年10月15日） | ノンフィクション部門 | -                 | -                                                                                                 | -                 |
| 第22回 （2018年11月末日） （2019年3月25日） | 大賞                 | -                 | -                                                                                                 | -                 |
| 第22回 （2018年11月末日） （2019年3月25日） | 新人賞               | 高宮柚希          | 恩返しさせてください 未亡人教師、未亡人兄嫁、子連れ未亡人                                         | 2019年5月         |
| 第22回 （2018年11月末日） （2019年3月25日） | 特別賞               | -                 | -                                                                                                 | -                 |
| 第22回 （2018年11月末日） （2019年3月25日） | ノンフィクション部門 | -                 | -                                                                                                 | -                 |
| 第23回 （2019年5月末日） （2019年10月4日）  | 大賞                 | 妻木優雨          | 人妻拷問【絶望受胎】                                                                              | 2019年12月        |
| 第23回 （2019年5月末日） （2019年10月4日）  | 新人賞               | -                 | -                                                                                                 | -                 |
| 第23回 （2019年5月末日） （2019年10月4日）  | 特別賞               | 深月久遠          | 恩返しさせて【通い看護】                                                                          | 2020年2月         |
| 第23回 （2019年5月末日） （2019年10月4日）  | 結城彩雨特別賞       | 北野剛雲          | 虜【拷問監禁】 奴隷未亡人と新妻                                                                   | 2020年3月         |
| 第24回 （2019年11月末日） （2020年4月22日） | 大賞                 | -                 | -                                                                                                 | -                 |
| 第24回 （2019年11月末日） （2020年4月22日） | 新人賞               | 舞条弦            | 新妻拷問檻【奈落の14日間】                                                                        | 2020年8月         |
| 第24回 （2019年11月末日） （2020年4月22日） | 特別賞               | 夏川瞬            | 初体験食堂【割烹着のおばさんと僕】                                                                | 2020年7月         |
| 第25回 （2020年5月末日） （2020年10月29日） | 大賞                 | -                 | -                                                                                                 | -                 |
| 第25回 （2020年5月末日） （2020年10月29日） | 新人賞               | 伏見京            | 世話好きはんなり熟女                                                                              | 2021年2月         |
| 第25回 （2020年5月末日） （2020年10月29日） | 特別賞               | -                 | -                                                                                                 | -                 |
| 第25回 （2020年5月末日） （2020年10月29日） | 創刊35周年特別賞     | 曽根崎鋭          | 若妻調教電車【まさぐる】                                                                          | 2021年1月         |
| 第26回 （2020年11月末日） （2021年3月31日） | 大賞                 | -                 | -                                                                                                 | -                 |
| 第26回 （2020年11月末日） （2021年3月31日） | 新人賞               | 紫倉瑶            | 淫獣の覚醒 都合のいい隣人肉玩具                                                                   | 2021年5月         |
| 第26回 （2020年11月末日） （2021年3月31日） | 特別賞               | 水倉千尋          | あの綺麗な先生よりも私がいいの？                                                                  | 2021年12月        |
| 第26回 （2020年11月末日） （2021年3月31日） | 結城彩雨特別賞       | 設楽玲            | 強制交尾【息子の嫁に性裁を】                                                                      | 2021年6月         |
| 第26回 （2020年11月末日） （2021年3月31日） | ボーンデジタル賞     | 河田慈音          | 母の性交を覗く                                                                                    | 2021年5月         |
| 第27回 （2021年5月末日） （2021年10月5日）  | 大賞                 | -                 | -                                                                                                 | -                 |
| 第27回 （2021年5月末日） （2021年10月5日）  | 新人賞               | 相内凪            | マスクをつけた未亡人【蜜にご用心】                                                                | 2022年2月         |
| 第27回 （2021年5月末日） （2021年10月5日）  | 特別賞               | -                 | -                                                                                                 | -                 |
| 第28回 （2021年11月末日） （2022年4月7日）  | 大賞                 | -                 | -                                                                                                 | -                 |
| 第28回 （2021年11月末日） （2022年4月7日）  | 新人賞               | -                 | -                                                                                                 | -                 |
| 第28回 （2021年11月末日） （2022年4月7日）  | 特別賞               | -                 | -                                                                                                 | -                 |
| 第28回 （2021年11月末日） （2022年4月7日）  | eブックス特別賞      | 生100％           | 「膣内射精されないと目覚められない眠り病」が蔓延した世界 彼女も妹も２００％受精させちゃう日常性活 | 2022年7月         |
| 第28回 （2021年11月末日） （2022年4月7日）  | eブックス特別賞      | 逢川かえで        | 憧れのＧカップ女上司がオレのせいで弱みを握られ中年親父に強制絶頂で調教されていた件について        | 2022年7月         |
| 第29回 （2022年5月末日） （2022年10月13日） | 大賞                 | -                 | -                                                                                                 | -                 |
| 第29回 （2022年5月末日） （2022年10月13日） | 新人賞               | 霧谷涼            | 町工場姦 未亡人とふたりの美娘                                                                     | 2023年2月         |
| 第29回 （2022年5月末日） （2022年10月13日） | 特別賞               | -                 | -                                                                                                 | -                 |
| 第29回 （2022年5月末日） （2022年10月13日） | eブックス特別賞      | -                 | -                                                                                                 | -                 |
| 第30回 （2022年11月末日） （2023年4月17日） | 大賞                 | -                 | -                                                                                                 | -                 |
| 第30回 （2022年11月末日） （2023年4月17日） | 新人賞               | 一色ユウト        | ママさんだらけの淫らなバレー合宿                                                                  | 2023年11月        |
| 第30回 （2022年11月末日） （2023年4月17日） | 特別賞               | -                 | -                                                                                                 | -                 |
| 第30回 （2022年11月末日） （2023年4月17日） | eブックス賞          | ナル              | 勇者だけど、最後に泊まった宿屋に産まれた娘がどう見ても俺の子な件                                  | 2023年6月         |
| 第30回 （2022年11月末日） （2023年4月17日） | eブックス賞          | 幻真              | ずっと好きだったメカクレ巨乳幼馴染が、知らない間に野球部のオナホ肉便器になっていた。              | 2023年6月         |
| 第30回 （2022年11月末日） （2023年4月17日） | eノワール賞          | 5作品が選定された | 5作品が選定された                                                                                 | 5作品が選定された |
| 第31回 （2022年5月末日） （2023年10月20日） | 大賞                 | -                 | -                                                                                                 | -                 |
| 第31回 （2022年5月末日） （2023年10月20日） | 新人賞               |                   |                                                                                                   |                   |
| 第31回 （2022年5月末日） （2023年10月20日） | 特別賞               | -                 | -                                                                                                 | -                 |
| 第31回 （2022年5月末日） （2023年10月20日） | eブックス賞          |                   |                                                                                                   |                   |
| 第31回 （2022年5月末日） （2023年10月20日） |                      |                   |                                                                                                   |                   |
| 第31回 （2022年5月末日） （2023年10月20日） |                      |                   |                                                                                                   |                   |
| 第31回 （2022年5月末日） （2023年10月20日） | eノワール賞          | 2作品が選定された | 2作品が選定された                                                                                 | 2作品が選定された |